# Hoon Lee
Tong Hoon Lee (Plymouth, 1973) é um ator americano que interpretou o papel de Job na série Banshee da Cinemax, e dublou Hamato Yoshi / Splinter na série animada Teenage Mutant Ninja Turtles da Nickelodeon, e interpretou o papel do Rei em O Rei e Eu no Teatro da Broadway.

## Filmografia

### Filmes
| Ano  | Título           | Papel                               | Notas          |
| ---- | ---------------- | ----------------------------------- | -------------- |
| 2004 | Saving Face      | Raymond Wong                        |                |
| 2007 | We Own the Night | Motorista de Serviços de Emergência |                |
| 2011 | The Oranges      | Henry                               |                |
| 2012 | Exposed          | Taki                                |                |
| 2012 | Premium Rush     | Floor Manager                       |                |
| 2016 | Identity Crisis  | Assassino                           | Curta-metragem |

### Televisão
| Ano       | Título                       | Papel                         | Notas                                   |
| --------- | ---------------------------- | ----------------------------- | --------------------------------------- |
| 2003      | Sex and the City             | Dr. Mao                       | Episódio: "The Domino Effect"           |
| 2006      | Law & Order                  | Huot Mam                      | Episódio: "Hindsight"                   |
| 2008      | Fringe                       | Richard                       | Episódio: "Power Hungry"                |
| 2009      | The Unusuals                 | Oficial Chung                 | Episódio: "Crime Slut"                  |
| 2009      | Royal Pains                  | Stu                           | Episódio: "The Honeymoon's Over"        |
| 2009      | White Collar                 | Lao Shen                      | Episódio: "All In"                      |
| 2010      | Blue Bloods                  | Detetive Tuan                 | Episódio: "Chinatown"                   |
| 2012      | NYC 22                       | Detetive Lee                  | Episódio: "Crossing the Rubicon"        |
| 2012–2017 | Teenage Mutant Ninja Turtles | Hamato Yoshi / Splinter (voz) | 77 episódios Papel de Voz               |
| 2013–2016 | Banshee                      | Job                           | 37 episódios Papel Principal            |
| 2013–2016 | Banshee Origins              | Job                           | 3 episódios                             |
| 2013      | Archer                       | Agente Coreano (voz)          | Episódio: "The Honeymooners"            |
| 2014      | The Blacklist                | Mako Tanida                   | Episódio: "Mako Tanida"                 |
| 2015      | Bosch                        | Reggie Woo                    | Episódio: "Chapter Six: Donkey's Years" |
| 2015      | Hawaii Five-0                | Kee Mun                       | Episódio: "E 'Imi pono"                 |
| 2017      | Outcast                      | Dr Kenneth Park               | Regular                                 |
| 2017      | Punho de Ferro               | Lei Kung, o Trovão            | Episódio: "Immortal Emerges from Cave"  |

### Jogos eletrônicos
| Ano  | Título                                           | Papel                           |
| ---- | ------------------------------------------------ | ------------------------------- |
| 2004 | Grand Theft Auto: San Andreas                    | Gângster                        |
| 2009 | Grand Theft Auto IV: The Lost and Damned         | A Multidão de Liberty City      |
| 2011 | Homefront                                        | Coronel Jeong / Comandante Park |
| 2013 | Teenage Mutant Ninja Turtles                     | Splinter                        |
| 2014 | Teenage Mutant Ninja Turtles: Danger of the Ooze | Splinter                        |